# 凹头叩甲属
凹头叩甲属（学名：Ceropectus）也作愈胸叩甲属，鞘翅目叩甲科的一属，分布于东洋界。

## 属征
身体狭长形。头部中央迪凹。触角12节。中后胸腹板在中足基节尖完全愈合。

## 物种
本属包含以下2种：
- Ceropectus cederholmi Ôhira，1973
- 凹头叩甲 Ceropectus messi （Candèze，1874）